# Maria Barbara Wäser
Maria Barbara Wäser, född 1749, död 1797, var en tysk skådespelare och teaterchef. Hon drev den välkända teatern Wäsersche Gesellschaft i Breslau efter sin makes död mellan 1789 och 1797.